# Gibe (Region)

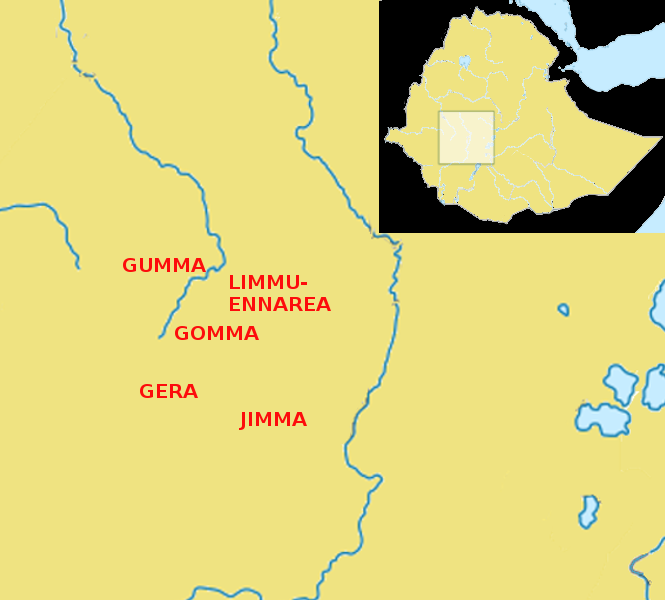
Oromo-Königreiche der Region Gibe

Die Region Gibe (amharisch ጊቤ) bezeichnet ein historisches Gebiet im Südwesten des heutigen Äthiopien, westlich der Flüsse Gibe und Omo und nördlich des Flusses Gojeb. Hier lagen einst die Königreiche der Oromo und Sidama: Gera, Gomma, Garo, Gumma, Jimma und Limmu-Ennarea.
Im Norden grenzte die Region Gibe an das Siedlungsgebiet des Macha-Oromo-Stammes.
Bis in die Mitte der 1500er war dieses Gebiet Teil der Sidama-Königreiche Ennarea, Hadiya, Janjero und Kaffa, welche der Solomonischen Dynastie unterstanden. Mit der Einwanderung der Oromo und der damit einhergehenden Zerstörung von Hadiya, Isolation von Janjero und Verkleinerung der Gebiete von Ennarea und Kaffa wurde die Region jedoch gespalten.
In Gibe gelangten die Oromo unter den kulturellen Einfluss des Königreichs Kaffa, von dem sie das Konzept der Erbmonarchie (auch bezeichnet als Moti in allen Königreichen außer Limmu-Enerea, wo aus historischen Gründen der König als Supera bekannt war) sowie die Abgrenzung ihrer Staaten durch Barrieren übernahmen.
Diese Barrieren bestanden aus Palisaden oder abgestorbenen Hecken, welche sich meilenweit erstreckten. Zwischen diesen Barrieren und denen des benachbarten Königreichs lag ein neutraler Streifen (genannt moga), der nicht bewirtschaftet wurde und nur durch Räuber und Banditen bewohnt war. Die einzelnen Königreiche ließen sich lediglich an bewachten Toren oder kella  betreten. An diesen wurden Zölle erhoben.
Die Wirtschaft dieser Königreiche gründete sich auf den Export von Gold, Kaffee, Sklaven und Moschus der Zibetkatze. G.W.B. Huntingford erläutert, dass Sklaven bei Überfällen auf den Macha-Stamm im Norden und die Sidama-Königreiche Kaffa und Janjero erbeutet wurden. Er legt auch Beweismittel dafür vor, dass jedes Jahr 7.000 Menschen nach Äthiopien oder ins Ausland verkauft wurden.
Von 1886 bis 1900 war die Region Gibe ebenso wie der Rest des südwestlichen Äthiopien nach einer Reihe von Eroberungsfeldzügen durch Generäle des Kaisers Menelik II. nahezu vollständig annektiert. Durch geschickte Diplomatie gelang es dem Königreich Jimma, dieses Schicksal bis zum Tod dessen Königs Abba Jifar II. hinauszuzögern.